# Kempsford
Kempsford est un village et une paroisse civile du Gloucestershire, en Angleterre. Il est situé dans le district de Cotswold, à une dizaine de kilomètres au nord de la ville de Swindon, non loin de la base aérienne RAF Fairford. Au moment du recensement de 2011, il comptait 1 123 habitants.

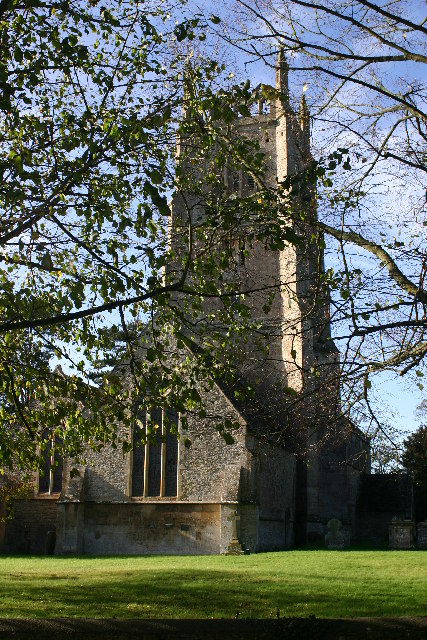
L'église du village.

## Étymologie
Le nom Kempsford provient du vieil anglais ford « gué », suffixé au nom de personne Cynemǣr. Il est attesté sous la forme Cynemæres forda au IXe siècle.